# アンドレ・トゥルカ

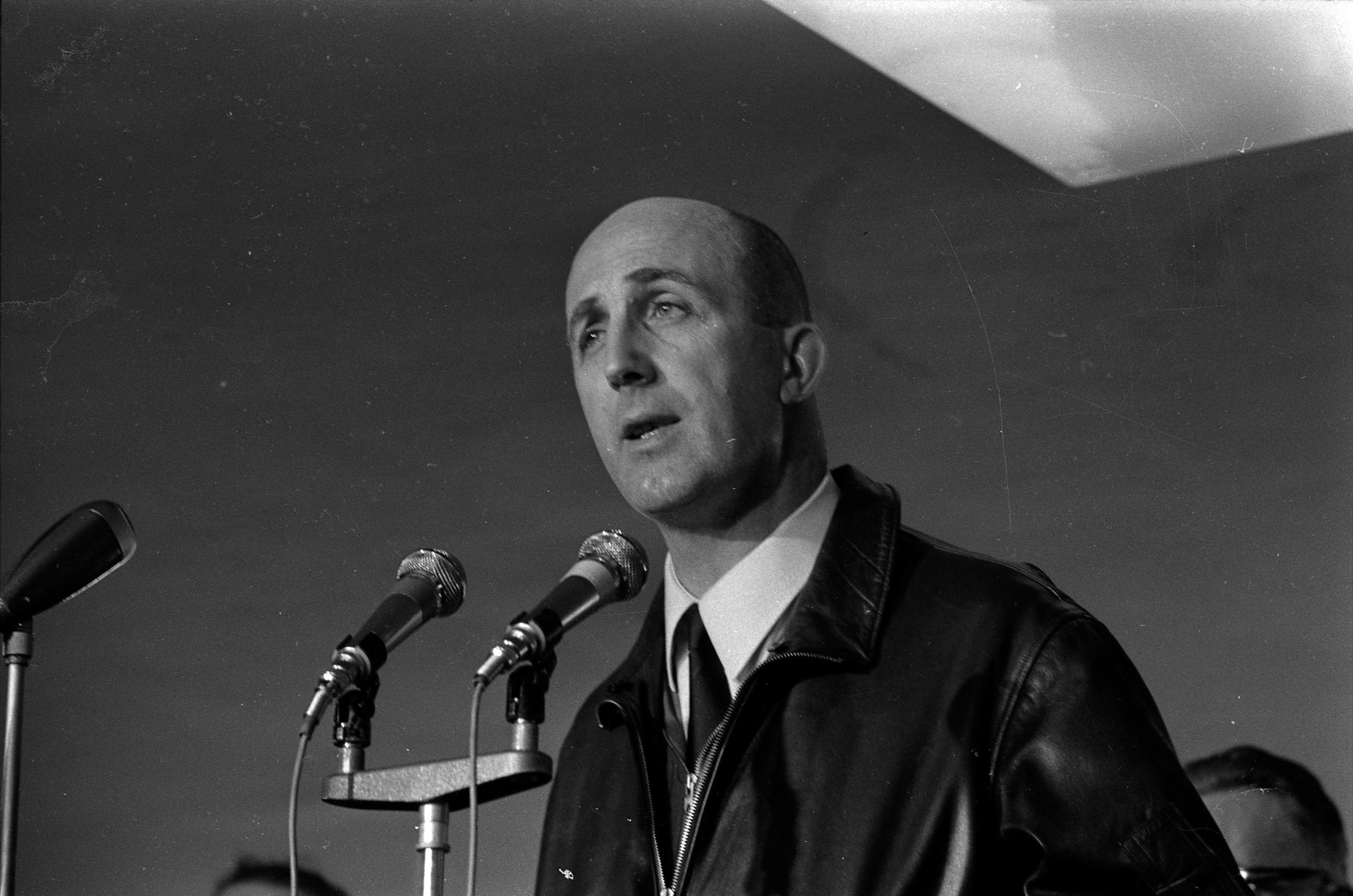

アンドレ・トゥルカ（André Edouard Turcat、1921年10月23日 - 2016年1月4日 ）はフランスのテストパイロットである。1959年2月25日にフランスのノール 1500 グリフォンで100km周回コースの1,643 km/hの公認速度記録を樹立した。 
エコール・ポリテクニークを卒業した。第二次世界大戦の末期に自由フランス空軍に加わり、戦後もフランス空軍に残った。インドシナ戦争中は輸送機C-47のパイロットを務め、数々の緊急飛行ですぐれた操縦技術を示した。フランスのテスト・パイロット養成学校EPNERに選ばれ、その後、フランスのラムジェット動力の実験機、ノール 1500 グリフォンのテスト飛行計画に加わった。グリフォンでマッハ2.19の飛行を行い、1958年のハーモン・トロフィーを受賞した。1959年2月25日にはグリフォンで100kmの区間の平均速度1,643 km/hの世界速度記録を樹立した。
グリフォンの開発が終了した後、軍を退役し、コンコルドの開発を開始した国営企業のシュド・アヴィアシオンに雇われ、コンコルドのチーフ・テストパイロットとなり、飛行テストの責任者となった。1969年3月2日、コンコルドの初飛行のパイロットを務め、10月1日の最初の音速突破飛行の操縦も行った。コンコルドのフランス側のテストパイロットを務め、1970年代後半に引退した。1971年にトゥルカとコンコルドのイギリス側のテストパイロット、ブライアン・トゥラブショー(Brian Trubshaw）は実験機テストパイロット協会(Society of Experimental Test Pilots)からアイヴン・キンチェロー賞(Ivan C. Kincheloe Award)を受賞した。

## 著書
- Les Plus beaux textes de la Bible (2006)
- PILOTE D'ESSAIS - MEMOIRES T1 (2005)
- PILOTE D'ESSAIS - MEMOIRES T2 (2009)
- CONCORDE, ESSAIS D'HIER, BATAILLES (2002)